# Kawambwa
Kawambwa es una ciudad situada en la provincia de Luapula, Zambia. Se encuentra en el borde de la meseta septentrional de Zambia sobre el valle del río Luapula a una altitud de 1300 m. Fue elegido como sede del distrito administrativo del mismo nombre por las autoridades coloniales británicas que prefirieron el clima de la meseta en lugar del valle más caluroso donde vive la mayor parte de la población del distrito, y continúa como un distrito administrativo. Tiene una población de 15.933 habitantes, según el censo de 2010.